# Viktorie
Viktorie is een vrouwelijke voornaam. De naam komt vooral voor in Centraal- en Oost-Europa als Tsjechischtalige variant van de voornaam Victoria, waarmee de naam dan ook verwant is. Een vergelijkbare naam is Viktorien, die uit het Frans afkomstig is.
In Nederland waren er in 2017 geen personen bekend met de voornaam, maar wel minder dan vijf met Viktorie als volgnaam. In België waren er in 2019 geen personen met de voor- of volgnaam Viktorie.

## Bekende personen
Enkele bekende naamdragers zijn:
- Martina Viktorie Kopecká, een Tsjechisch pastoor
- Viktorie Hanišová, een Tsjechisch schrijfster en vertaalster
- Viktorie Špidlová, de Tsjechische first lady (vrouw van de premier)
- Viktorie Surmová, een Tsjechisch zangeres, componiste en actrice
- Viktorie Švihlíková, een Tsjechisch pianiste, klaveciniste en muzieklerares